# Ruído gaussiano
Ruído gaussiano é um ruído estatístico cuja função densidade de probabilidade (FDP) é igual a da distribuição normal, que é também conhecida como distribuição gaussiana.
A função densidade de probabilidade {\displaystyle p} de uma variável aleatória gaussiana {\displaystyle z} é dada por:
{\displaystyle p_{G}(z)={\frac {1}{\sigma {\sqrt {2\pi }}}}e^{-{\frac {(z-\mu )^{2}}{2\sigma ^{2}}}}}
sendo que {\displaystyle z} representa o tom de cinza, {\displaystyle \mu } a média e {\displaystyle \sigma } e desvio padrão.

## Ruído gaussiano em imagens digitais
As principais fontes de ruídos gaussianos em imagens digitais são problemas de iluminação ou de alta temperatura durante a aquisição ou problemas de transmissão. Em processamento de imagens digitais, o ruído gaussiano pode ser reduzido utilizando-se técnicas de filtros espaciais, que suavizam os ruídos contidos na imagem, com a desvantagem de borrá-la um pouco. Exemplos de tais técnicas são o filtro da média por convolução), o filtro da mediana e o filtro gaussiano.